# Granges-Narboz
Granges-Narboz là một xã trong vùng hành chính Franche-Comté, thuộc tỉnh Doubs, quận Pontarlier, tổng Pontarlier. Tọa độ địa lý của xã là 46° 52' vĩ độ bắc, 06° 18' kinh độ đông. Granges-Narboz nằm trên độ cao trung bình là 839 mét trên mực nước biển, có điểm thấp nhất là 808 mét và điểm cao nhất là 1025 mét. Xã có diện tích 16.22 km², dân số vào thời điểm 2005 là 652 người; mật độ dân số là 40 người/km².

## Thông tin nhân khẩu
| 1962 | 1968 | 1975 | 1982 | 1990 | 1999 |
| ---- | ---- | ---- | ---- | ---- | ---- |
| 217  | 249  | 401  | 434  | 519  | 627  |

## Địa điểm tham quan
Nhà thờ Sainte-Brigide được xây từ năm 1632.